# 泰晤士河畔列治文區
泰晤士河畔列治文區（英語：London Borough of Richmond upon Thames，/lʌndən bʌɹə ɒv ˈɹɪtʃmənd əˌpɒn ˈtɛmz/ⓘ）是英國英格蘭大倫敦外倫敦的自治市，人口179,500，面積57.41平方公里。

## 友好城市
- 法國 枫丹白露

## 外部連結
- （英文）泰晤士河畔列治文區政府網 （页面存档备份，存于）

51°25′N 0°20′W / 51.417°N 0.333°W